# Глазма
Глазма (англ. glasma, від glass «скло» + plasma) — гіпотетичний стан матерії: стан адронного поля, що при зіткненнях у прискорювальних експериментах виникає раніше від кварк-глюонної плазми. Вважається, що в еволюції Всесвіту стан глазма передувала кварк-глюонній плазмі, яка існувала в перші мільйонні частки секунди відразу після Великого вибуху.
Глазма є особливістю теоретичної моделі «конденсату кольорового скла» — підходу до опису сильної взаємодії в умовах високих густин.
Складається з кольорових струмових трубок. Також «конденсатом кольорового скла» називається стан матерії, що передує глазмі.

## Опис
Глазма утворюється при зіткненні адронів один з одним (наприклад, протонів з протонами, іонів з іонами, іонів з протонами), при цьому зіткнення повинно відбуватися на швидкостях, близьких до швидкості світла. В результаті удару утворюється щільна система нелінійних пов'язаних полів — глазма. У стані глазми глюонні силові поля натягаються між двома ядрами, які розлітаються, у вигляді довгих поздовжніх трубок. Час існування глазмы — кілька йоктосекунд. Глазма термалізується, тобто руйнується, породжуючи безліч хаотично рухаються кварків, антикварков і глюонов — кварк-глюонну плазму.
У даний час основні дані про поведінку глазми надходять з Великого адронного колайдера. На ньому теорію існування глазми підтверджує скоррелированність розльоту частинок, що утворюються після зіткнення ядер свинцю і протонів. До експериментів, що проводилися в 2012 році, вважалося, що глазма виникає тільки при зіткненні адронів однієї природи і розміру.
На 2012 рік науковці можуть тільки описати те, що відбувається, але не пояснити його.
Раджу Венугопалан, один з керівників групи Брукхейвенській національній лабораторії, яка передбачила існування глазмы, передбачає, що за її властивостями стоїть квантова заплутаність глюонів.